# 津田篤
津田 篤（つだ あつし、1976年3月26日 - ）は、日本の元俳優。大阪府出身。

## 略歴
大阪で生まれ育ち、小学生の頃に神戸に移住。高校在学時より養成所に出入りし始め、19歳のときに芝居がしたくて専門学校に入るため上京。何度か神戸の実家に戻ることを繰り返しながら、東京都に在住。フリーランス。
一般映画への出演をはじめ、オリジナルビデオ、ピンク映画に数々の役で出演を果たす「影の主演俳優」。
くせのない顔立ちから「Vシネマ界の松山ケンイチ」とも称される。「主演の女性を中心にご覧になる方がほとんどだとは思いますが、話の筋や場面の展開など、細かいところまで観て頂けると、役者冥利に尽きる」と撮影こそ短期間ながら試行錯誤しながら役作りをしている。オリジナルビデオというジャンルから濃い役柄を引き受けることが多いが、映画監督の越坂康史は「本来彼は透明感のある役者さん」と評価し、凶悪犯、どこにでもいるおじさんといった役回りから恋人役、学生など実年齢より20歳以上若い役柄まで幅広く演じこなす。
2011年第23回ピンク大賞で男優賞を受賞。
2022年4月13日、同月いっぱいでの俳優業引退をツイート。

## 主な出演

### 映画
- 痴漢電車　夢指で尻めぐり（2010年1月1日、オーピー映画） - 伊沢道晴  役
- 新婚OL　いたずらな桃尻（2010年3月12日、オーピー映画） - 浅野長雪  役
- ある歯医者の異常な愛　狂乱オーガズム（2010年4月9日、Xces Film） - 矢島健雄 役[5]
- 熟女訪問販売　和服みだら濡れ（2010年4月16日、オーピー映画） - 安藤力 役
- 牝猫フェロモン　淫猥な唇（2010年4月30日、オーピー映画） - 戸山夏夫 役
- 未亡人銭湯　おっぱいの時間ですよ！（2010年8月13日公開、オーピー映画） - 柏木 役[6]
- 恋情乙女　ぐっしょりな薄毛（2010年9月3日、オーピー映画） - 慎一 役[7]
- スケベな住人　昼も夜も発情中（2010年10月22日、オーピー映画） - 神戸キタオ 役[8]
- 痴漢電車　とろける夢タッチ（2010年12月31日、オーピー映画） - 畑田理雄 役
- 絶対痴女　奥出し調教（2011年1月14日、オーピー映画） - 田中 役
- 再会（2011年3月26日、アートポート）[9]
- エッチ指南　はだける赤襦袢（2011年12月23日、オーピー映画） - 吉原博志 役
- 女子大生怪奇倶楽部（2012年11月24日、TOブックス）[10]
- 出逢いが足りない私たち（2013年9月14日、BEAGLE）
- 連れ込み妻　夫よりも…激しく、淫靡に（2014年3月5日、Xces Film） - 内藤卓也 役[11]
- 恋のプロトタイプ（2014年8月2日、アートポート）
- 欲望に狂った愛獣たち（2014年10月24日、オーピー映画） - 春樹 役
- おやじ男優Z（2014年10月25日、月の石） - AV撮影現場のAD 役
- 誘惑遊女～ソラとシド～ (2015年8月30日、オーピー映画） - 不破尊志 役[12]
- ボインのお宿　熟女大宴会！（2016年8月） - 山田健太 役[13]
- 101回目のベッド・イン（2016年2月27日）
- 揉んで揉乳(もにゅ)～む　萌えっ娘魔界へ行く（2017年4月14日、オーピー映画）- ディラン 役
- 熟女ヴァージン　揉まれて港町（2017年4月28日、オーピー映画）- ジャムパンマン 役[14]
  - 出会ってないけど、さようなら（2017年7月1日、オーピー映画） - ジャムパンマン 役
- 恋愛図鑑（2017年7月8日、オーピー映画） - 小野寺良 役
- ストレンジデイズ（2017年7月1日、オルスタックソフト販売）
- W不倫　寝取られ妻と小悪魔娘（2017年7月14日、オーピー映画） - 高嶋信人 役
- 神ってる快感　絶頂うねりびらき（2017年9月15日、オーピー映画） - 東光 役[15]
- ヤリ頃女子大生　強がりな乳房（2017年11月17日、オーピー映画） - 岡田将也 役[16]
- まぶしい情愛　抜かないで…（2017年12月8日、オーピー映画） - 岡田将也 役[17]
- ミカヨのクレヨン（2018年8月28日、オーピー映画） - タカシ 役
- いつかのナツ（2018年8月28日、オーピー映画） - 岡田将也 役
- 未来の足音（2018年9月10日、オーピー映画） - 岡田将也 役
- 田園日記　アソコで暮らそう（2018年11月30日、オーピー映画） - 富士生馬 役[18]
  - 長崎家の崩壊（2019年8月25日、オーピー映画）※田園日記～の一般公開用編集版[19]
- スモーキング・エイリアンズ（2018年12月15日、リアリーライクフィルムズ、INNERVISIONS） - 吉田力也 役[20]
- 快感ヒロイン　ぷるるん捜査線（2019年1月25日、オーピー映画） - 河田俊雄 役
- 激イキ奥様　仕組まれた快楽（2019年4月12日、オーピー映画） - 出雲新一 役
- ホロ酔いの情事　秘め事は神頼み（2019年4月19日、オーピー映画） - 岡崎和彦 役[21]
  - 言えない気持ちに蓋をして（2019年8月23日、オーピー映画）※ホロ酔いの情事～の一般公開編集版[22]
- 好き好きエロモード 我慢しないで！（2019年9月20日、オーピー映画）‐ 須藤克巳 役
- 愛憎のうねり　淫乱妻とよばれて（2019年11月8日、オーピー映画）[23]- 江口輝久 役[24]
- 痴漢電車 夢見る桃色なすび（2020年1月1日、オーピー映画）- 金子辛之介 役
- 銀河の裏筋 性なる侵乳!（2021年1月15日、オーピー映画）[25]
- 誘惑妻物語　濡れた人差し指（2021年1月29日、オーピー映画）

### オリジナルビデオ
- 裏麻雀美神列伝 闇打ちのユメ（2014年3月5日、アルバトロス）

- 48days （2014年11月5日、アルバトロス） - 正吾 役
- 58days（2014年12月3日、アルバトロス） - 正吾 役
- 68days（2015年7月3日、アルバトロス） - 正吾 役
- 78days（2015年08月5日、アルバトロス） - 正吾 役
- 38days（2016年4月2日、アルバトロス） - 正史 役
- 39days（2016年5月3日、アルバトロス） - 正史 役
- 若妻同窓会（2016年8月3日、アメイジングD.C.）
- ホームジャック（2016年9月2日、アルバトロス）
- RAPE探偵 不倫の部屋（2016年10月29日、オルスタックソフト販売） - 俊作 役（主演）
- ガールズファーム（2017年2月3日、ニューセレクト）
- ガールズファーム２（2017年3月3日、ニューセレクト）
- CATCH キャッチ（2018年1月6日、アルバトロス）